# 행정명령 10479호
행정명령 제10479호(영어: Executive Order 10479)(18 FR 4899)는 드와이트 아이젠하워 대통령이 정부 계약 위원회를 설립한 지시이다. 1953년 8월 13일에 발표된 이 명령은 균등 고용 기회 프로그램의 준수 및 성공적인 시행을 보장하고자 했다. 따라서 미국 정부는 모든 직원에게 공정하고 공평한 대우를 보장하기 위해 균등 고용 기회를 보장하는 법률을 제정했다. 이 명령은 정부 계약 또는 하청 계약에 고용을 희망하는 모든 자격을 갖춘 후보자가 인종, 신념, 피부색 또는 출신 국가를 이유로 차별받지 않도록 지시한다.
일부 전직 공화당 대통령의 일반 행정 전략을 활용하려는 시도가 있었다. 마란토에 따르면, 공화당 정치인들은 오랫동안 비관료적이라는 인식이 있었다. 따라서 이러한 이미지를 개선하기 위해 아이젠하워 대통령과 그 후임인 닉슨 대통령, 레이건 대통령은 행정 결정을 전략적으로 실행했다.
전 미국 대통령 드와이트 아이젠하워의 경제 정책에 대한 추가 연구는 아이젠하워가 추진한 경제 정책, 그가 필요하다고 느낀 이유, 그리고 그 정책의 성공 여부를 자세히 설명한다. 역사 분석에서 서베르(Thurber)는 행정명령의 효과와 정부 계약 업무에 대한 차별을 해결하는 능력이 체계적인 불평등과 차별 문제를 해결하지 못했다는 점에서 의문을 제기했다.
1961년, 존 F. 케네디 대통령은 행정명령 10925호로 이 명령을 대체했다.